# Automobilové garáže Biskupcova
Automobilové garáže Biskupcova na Žižkově v Praze jsou garáže, postavené ve vnitrobloku ulic Biskupcova, Jana Želivského, Jeseniova a Ambrožova.

## Historie
Garáže byly postaveny v letech 1947–1948 podle plánu podepsaného Josefem Sazamou včetně tří čerpacích stanic. Od 60. let 20. století je užíval n. p. Zelenina, po roce 1989 Správa nemovitostí pro Prahu 3.